# Paradou
Paradou ist eine Gemeinde mit 2181 Einwohnern (Stand 1. Januar 2022) im Süden Frankreichs im Département Bouches-du-Rhône (13) der Region Provence-Alpes-Côte d’Azur. 
Der Name rührt von einer lokalen Bezeichnung von Wassermühlen her, mit denen Weber das Flüsschen Arcoule für sich nutzten.

## Geographie
Sie liegt an der Bergkette der Alpilles, unterhalb von Les Baux-de-Provence, östlich von Arles und nur wenig westlich von Maussane-les-Alpilles. Das Gemeindegebiet gehört zum Regionalen Naturpark Alpilles.

## Bevölkerungsentwicklung
| Jahr                       | 1962 | 1968 | 1975 | 1982 | 1990 | 1999 | 2007 | 2016 |
| Einwohner                  | 532  | 526  | 640  | 809  | 926  | 1162 | 1277 | 1979 |
| Quellen: Cassini und INSEE |      |      |      |      |      |      |      |      |

## Persönlichkeiten
- Charles Rieu (1846–1924), Schriftsteller